# Seznam dílů seriálu Nezastavitelný žlutý yeti
Toto je seznam dílů seriálu Nezastavitelný žlutý yeti.

## Přehled řad
| Řada | Díly | Premiéra ve VB  | Premiéra ve VB    | Premiéra v ČR     | Premiéra v ČR   |
| Řada | Díly | První díl       | Poslední díl      | První díl         | Poslední díl    |
| ---- | ---- | --------------- | ----------------- | ----------------- | --------------- |
| 1    | 25   | 14. května 2022 | 18. prosince 2022 | 7. listopadu 2022 | 14. března 2023 |

## Seznam dílů

### První řada (2022)
| Č. v seriálu | Č. v řadě | Původní název                                      | Český název                                   | Režie                                                    | Scénář                                   | Storyboard                                   | Premiéra ve VB     | Premiéra v ČR      |
| ------------ | --------- | -------------------------------------------------- | --------------------------------------------- | -------------------------------------------------------- | ---------------------------------------- | -------------------------------------------- | ------------------ | ------------------ |
| 1            | 12        | Winterton is ComingThe First Supper                | Zimákov se hlásíPrvní večeře                  | Joonas Utti                                              | Reid HarrisonDavid Stern                 | Romain BeuriotSeán Hogan                     | 14. května 2022    | 7. listopadu 2022  |
| 2            | 34        | Long Time No SkiYeti as Yeti                       | LyžováníYeti co by Yeti                       | Joonas Utti                                              | David LewmanGene Laufenberg              | Seán HoganOlivier Poirette a Leena Lecklin   | 14. května 2022    | 8. listopadu 2022  |
| 3            | 56        | Stink-ertonFull Monster                            | SmrďákovKdyž nestvůra má navrch               | Joonas Utti                                              | Nicole PagliaJeff D'Elia                 | Jean-Michel BoeschRomain Beuriot             | 15. května 2022    | 9. listopadu 2022  |
| 4            | 78        | Rug BurnKatz                                       | Drahocenný koberecKatz                        | Joonas Utti                                              | Gene LaufenbergAnastasia Heinzl          | Leena LecklinMarion Benkaid-Kesba            | 15. května 2022    | 10. listopadu 2022 |
| 5            | 910       | Lady of the LakePinesap Flood Day                  | Jezerní dáma                                  | Joonas Utti                                              | Kristina YeeKate Boutilier               | Olivier Poirette a Leena LecklinBoris Brenot | 21. května 2022    | 11. listopadu 2022 |
| 6            | 1112      | Royal FlushTwo Osmos Too Many                      | Královský trůnOsmýkův dvojník                 | Joonas Utti                                              | David LewmanGene Laufenberg              | Romain BeuriotMarion Benkaid-Kesba           | 22. května 2022    | 14. listopadu 2022 |
| 7            | 1314      | Sweaty YetiPipey                                   | Ručníkový králTrubík                          | Joonas Utti                                              | David LewmanNeal Boushell                | Olivier Poirette a Leena LecklinSeán Hogan   | 28. května 2022    | 15. listopadu 2022 |
| 8            | 1516      | Spring FeverMomster                                | Jarní horečkaNestvůra máma                    | Joonas Utti                                              | Reid HarrisonRebecca Hobbs               | Boris BrenotRomain Beuriot                   | 29. května 2022    | 16. listopadu 2022 |
| 9            | 1718      | Gondola with the WindLet the Games Begin           | Kabina ve větruZimní hry                      | Joonas Utti                                              | Neal BoushellDavid Stern                 | Seán HoganMarion Benkaid-Kesba               | 4. června 2022     | 17. listopadu 2022 |
| 10           | 1920      | Yeti BearInterneti Yeti                            | Méďa YetiInternetový Yeti                     | Joonas Utti                                              | David LewmanDavid Stern                  | Boris BrenotMeredith Calzoni                 | 5. června 2022     | 18. listopadu 2022 |
| 11           | 2122      | Pine-SapsArt-Ache                                  | PriskyřicePila umění                          | Joonas Utti                                              | Gene LaufenbergBec Hill                  | Romain BeuriotLeena Lecklin                  | 11. června 2022    | 21. listopadu 2022 |
| 12           | 2324      | ChromocracySave the Date                           | ChromokracieVýročí                            | Joonas Utti                                              | Reid HarrisonJeff D'Elia                 | Seán HoganMeredith Calzoni                   | 12. června 2022    | 22. listopadu 2022 |
| 13           | 2526      | BeetleggersGustavella                              | ZáškodíciGustavella                           | Joonas Utti                                              | Baljeet RaiDavey Moore                   | Oliver DucrestBoris Brenot                   | 19. listopadu 2022 | 23. listopadu 2022 |
| 14           | 2728      | Yeti DeliveryArm-A-Geddin                          | Yeti poslíčciArm-A-Geddin                     | Joonas Utti                                              | David LewmanRebecca Hobbs                | Seán HoganRomain Beuriot                     | 19. listopadu 2022 | 27. února 2023     |
| 15           | 2930      | Rainbow SnowSmitten Kitten                         | Duhový sníhTrampoty s kotětem                 | Joonas Utti                                              | Reid HarrisonRebecca Hobbs               | Boris BrenotMeredith Calzoni                 | 20. listopadu 2022 | 28. února 2023     |
| 16           | 3132      | Monster Momma's BoyPops'icle                       | Synáček maminky nestvůryNanuk Ned             | Joonas Utti                                              | Jeff D'EliaHenry Gifford                 | Romain BeuriotLeena Lecklin                  | 20. listopadu 2022 | 1. března 2023     |
| 17           | 3334      | Timey Wimey Yellow YetiMonster Swap                | Cestování v časeVýměna                        | Joonas Utti                                              | Baljeet RaiDavid Lewman                  | Boris BrenotSeán Hogan                       | 26. listopadu 2022 | 2. března 2023     |
| 18           | 3536      | Monster Mash-UpA Necessary Weasel                  | Setkání s duchyDen Herinků                    | Joonas UttiLuke Allen                                    | Ashley MendozaHenry Gifford              | Meredith CalzoniLeena Lecklin                | 26. listopadu 2022 | 3. března 2023     |
| 19           | 3738      | Fortune HuntersTree-Ta                             | Hondba za poklademStree-Ta                    | Luke Allen                                               | Nicole PagliaKyle Hart                   | Seán HoganRomain Beuriot                     | 27. listopadu 2022 | 6. března 2023     |
| 20           | 3940      | The ThingySomething Rotten                         | Ta VěcNěco tu smrdí                           | Luke AllenLuke Allen a Jean-Michel Boesch                | Jeff D'EliaHenry Gifford                 | Meredith CalzoniBoris Brenot                 | 3. prosince 2022   | 7. března 2023     |
| 21           | 4142      | Secrets, Lies, and Monster TiesThe Way of the Ukko | Tajnosti, lži a rodinná poutaTak to dělá Ukko | Joonas UttiLuke Allen                                    | Ashley MendozaTshepo Moche a Jeff D'Elia | Leena LecklinSeán Hogan                      | 4. prosince 2022   | 8. března 2023     |
| 22           | 4344      | WolverinaForget Me Yeti                            | WolverinaZtráta paměti                        | Jasmi Ritola a Luke AllenLuke Allen a Jean-Michel Boesch | David LewmanBaljeet Rai                  | Mathias DumasRomain Beuriot                  | 10. prosince 2022  | 9. března 2023     |
| 23           | 4546      | Wild ThingsGotta Get Goosey                        | V divočiněGumíka musíte mít                   | Jean-Michel BoeschJoonas Utti                            | Beata HarjuDavid Lewman                  | Seán HoganBoris Brenot                       | 11. prosince 2022  | 10. března 2023    |
| 24           | 4748      | Worst Wintertonian EverHoop Happy                  | Nejhorší občan ZimákovaHoop Happy             | Bianca AnsemsJean-Michel Boesch                          | Jeff D'EliaDavid Lewman                  | Juan Pedro AlcaideRomain Beuriot             | 17. prosince 2022  | 13. března 2023    |
| 25           | 4950      | Musical Monster Mania                              | Jak to bylo doopravdy                         | Joonas Utti                                              | Baljeet RaiAshley Mendoza                | Leena LecklinBoris Brenot                    | 18. prosince 2022  | 14. března 2023    |

## Kraťasy
Prvních šest krátkých filmů vyšlo 1. července 2022 na finské službě Yle Areena a všechny napsal Giles Pilbrow, scénář vytvořila Marion Benkaid-Kesba a režíroval Samppa Kukkonen.
| Č. | Původní název                                          | Premiéra v USA    |
| -- | ------------------------------------------------------ | ----------------- |
| 1  | —                                                      | 4. července 2022  |
| 2  | —                                                      | 5. července 2022  |
| 3  | —                                                      | 6. července 2022  |
| 4  | —                                                      | 7. července 2022  |
| 5  | —                                                      | 8. července 2022  |
| 6  | —                                                      | 9. července 2022  |
| 7  | —                                                      | 10. července 2022 |
| 8  | Rule #33: All Wintertonians Must Try Urghickl!         | 11. července 2022 |
| 9  | Rule #64A: Winterton Snow Shovel Rule                  | 12. července 2022 |
| 10 | Rule #243: Snowball Duel                               | 13. července 2022 |
| 11 | Rule #17 1/2: No Picnics Allowed During Weasel Season! | 14. července 2022 |